# Omphaliaster borealis
Espèce
Synonymes
- Clitocybe borealis (M. Lange & Skifte) P.D. Orton & Watling[2]
- Clitocybe kemptonii H.E. Bigelow[2]
- Rhodocybe borealis M. Lange & Skifte[2]

Omphaliaster borealis est une espèce de champignons de la famille des Tricholomataceae, du genre Omphaliaster. Décrit pour la première fois en 1967 sous le nom Rhodocybe borealis, il a été transféré dans le genre Omphaliaster en 1971.